# Idaea minuta
Idaea minuta là một loài bướm đêm trong họ Geometridae.